# باستيا أومبرا
باستيا أومبرا (بالإيطالية: Bastia Umbra)‏ هي بلدية في مقاطعة بيرودجا في إقليم أومبريا في إيطاليا.

## السكان
في سنة 1861 بلغ عدد السكان 3٬389 نسمة، وتطور العدد ليصل في سنة 2011 لـ 21٬653 نسمة.
يظهر هذا المخطط البياني تطور النمو السكاني لـ باستيا أومبرا

## توأمة
لباستيا أومبرا اتفاقيات توأمة مع كل من:
- Höchberg [الإنجليزية]‏
- سان ساتورنينو دي نويا
- لوز سانت سوفور
- Karancslapujtő [الإنجليزية]‏